# Otto von Wiedenfeld
Otto Ritter von Wiedenfeld (* 16. November 1816 in Troppau, Österreichisch-Schlesien; † 5. August 1877 in Altaussee) war ein österreichischer Beamter und Politiker.
Otto von Wiedenfeld besuchte die Theresianische Akademie und studierte Rechtswissenschaften an der Universität Wien. Von 1839 bis 1872 war er im Staatsdienst. Er war Präsident der k.k. Grundlasten-Ablösungs- und Regulierungskommission, der k.k. Lehen-Allodialisierungs-Landeskommission, der Grundsteuer-Regulierungs-Landeskommission und Chef der k.k. oberösterreichischen Finanzdirektion. Von 1871 bis 1872 war er Minister für Ackerbau, von 1872 bis 1877 Statthalter von Oberösterreich.

## Ehrungen
- Ritter des königlich preußischen Kronenordens II. Klasse mit dem Sterne
- Ritter des Großoffizierskreuzes des persischen Sonnen- und Löwenordens
- Kommandeur des österreichisch-kaiserlichen Leopold-Ordens
- Ritter des kaiserlich österreichischen Ordens der Eisernen Krone III. Klasse